# Manuela Van Werde
Manuela Van Werde, née le 8 avril 1959 à Neerpelt est une femme politique belge flamande, membre de N-VA. 
Elle fut journaliste et rédacteur télé (VRT, 1985-2014).

## Carrière politique
- Députée flamande depuis le 25 mai 2014